# فهرست شاهزادگان گرجی (متاوارها)

## شاهزاده‌ها

### شاهزادگان و دوک هایگوریا
- کاخابر اول گوریلی ج. ۱۳۸۵–۱۴۱۰
- مامیا گوریلی ج. ۱۴۵۰-۱۴۶۹
- کاخابر دوم گوریلی ۱۴۶۹–۱۴۸۳
- گیورگی اول گوریلی ۱۴۸۳-۱۵۱۲
- مامیا اول گوریلی ۱۵۱۲-۱۵۳۴
- رستم گوریلی ۱۵۳۴-۱۵۶۴
- جورجی دوم گوریلی ۱۵۶۴-۱۵۸۳
- واختنگ اول گوریلی ۱۵۸۳–۱۵۸۷
- جورجی دوم گوریلی ۱۵۸۷-۱۶۰۰
- مامیا دوم گوریلی ۱۶۰۰-۱۶۲۵
- سیمون اول گوریلی ۱۶۲۵
- کی‌خسرو اول گوریلی ۱۶۲۵–۱۶۵۸
- دیمیتری گوریلی ۱۶۵۹-۱۶۶۸
- گیورگی سوم گوریلی ۱۶۶۹–۱۶۸۴
- کی‌خسرو دوم گوریلی ۱۶۸۵–۱۶۸۹
- مامیا سوم گوریلی ۱۶۸۹–۱۷۱۲
- جورجی چهارم گوریلی ۱۷۱۲
- کی‌خسرو سوم گوریلی ۱۷۱۶
- مامیا چهارم گوریلی ۱۷۲۶-۱۷۵۶
- جورجی پنجم گوریلی ۱۷۵۶-۱۷۵۸
- سیمون دوم گوریلی ۱۷۸۸-۱۷۹۲
- واختانگ دوم گوریلی ۱۷۹۲–۱۷۹۷
- مامیا پنجم گوریلی ۱۷۹۷–۱۸۲۶
- کی‌خسرو چهارم گوریلی ، ۱۷۹۷-۱۸۰۹
- دیوید گوریلی ۱۸۲۶-۱۸۲۹

### شاهزادگانسوانتی
- کنستانتین دادشکلیانی (زاده ۱۸۲۶ – درگذشته ۱۸۵۷)
  - سیوخ دادشکلیانی
  - تنگیس دادشکلیانی
  - عصام دادشکلیانی

### شاهزادگانمسختی
- بوتسو جاقلی ج. ۱۱۸۴-۱۱۹۱
- ایوان اول جاقلی ج. ۱۱۹۱-۱۲۴۷
- سرگیس اول جاقلی ۱۲۶۸–۱۲۷۹
- بکا اول جاقلی ۱۲۸۵–۱۳۰۶
- سرگیس دوم جاقلی ۱۳۰۶–۱۳۳۴
- قوارقواره اول جاقلی ۱۳۳۴–۱۳۶۱
- بکا دوم جاقلی ۱۳۶۱–۱۳۹۱
- شالوا جاقلی ۱۳۷۲–۱۳۸۹
- آقبوغه اول جاقلی ۱۳۸۹–۱۳۹۵
- ایوان دوم جاقلی ۱۳۹۱–۱۴۴۴
- آقبوغه دوم جاقلی ۱۴۴۴–۱۴۵۱
- قورقواره دوم جاقلی ۱۴۵۱–۱۴۹۸
- کی‌خسرو  اول جاقلی ۱۴۹۸–۱۵۰۰
- مزچابوک جاقلی ۱۵۰۰–۱۵۱۵
- منوچهر اول جاقلی ۱۵۱۵–۱۵۱۸
- قوارقواره سوم جاقلی ۱۵۱۸–۱۵۳۵
- کی‌خسرو دوم جاقلی ۱۵۴۵–۱۵۷۳
- قوارقواره چهارم جاقلی ۱۵۷۳–۱۵۸۱
- منوچهر دوم جاقلی ۱۵۸۱–۱۶۰۷
- منوچهر سوم جاقلی ۱۶۰۷–۱۶۲۸
- بکا سوم جاقلی ۱۶۲۵–۱۶۳۵
- یوسف اول جاقلی ۱۶۳۵–۱۶۴۷
- رستم جاقلی ۱۶۴۷–۱۶۵۸
- اصلان اول جاقلی ۱۶۵۸–۱۶۷۹
- یوسف دوم جاقلی ۱۶۷۹-۱۶۸۸
- سلیم جاقلی ۱۶۸۸–۱۷۰۱
- اسحاق اول جاقلی ۱۷۰۱-۱۷۰۵، ۱۷۰۸-۱۷۱۶، ۱۷۱۸-۱۷۳۷ و ۱۷۴۴-۱۷۴۵

### شاهزادگانآبخازستان
- پوتو شارواشیدزه (حدود ۱۵۸۰-۱۶۲۰)
- Seteman Sharvashidze (حدود ۱۶۲۰-۱۶۴۰)
- سوستار شارواشیدزه (حدود ۱۶۴۰-۱۶۶۵)
- زگناک شارواشیدزه (حدود ۱۶۶۵-۱۷۰۰)
- رستم شرواشیدزه (حدود ۱۷۰۰-۱۷۳۰)
- منوچهر شارواشیدزه (حدود ۱۷۳۰-۱۷۵۰)
- زوراب شارواشیدزه (حدود ۱۷۵۰-۱۷۸۰)
- کلش احمد بیگ شرواشیدزه (حدود ۱۷۸۰-۱۸۰۸)
- اصلان بی شرواشیدزه (۱۸۰۸-۱۸۱۰)
- سفر علی بیگ (جرج) (۱۸۱۰-۱۸۲۱)
- عمر بیگ (دمترئوس) (۱۸۲۱-۱۸۲۲)
- میخائیل شارواشیدزه (۱۸۲۲–۱۸۶۴)
- آبخازیا به امپراتوری روسیه ملحق شد (۱۸۶۴)
- گیورگی شرواشیدزه (جرج) (۱۸۶۶–۱۹۱۸)
- الکساندر شارواشیدزه (الکساندر) (۱۹۱۸–۱۹۶۸)

فرزندان مستقیم از طریق سلسله مشروع بزرگتر از اصلان بی شرواشیدزه
- جورج کنستانتینوویچ شارواشیدزه (۱۹۷۳–۲۰۱۰)
- تیموراز جورجیویچ شرواشیدزه (۲۰۱۰-)
- نیکولوز شرواشیدزه

### شاهزاده ها، دوک ها و دوک های بزرگسامگرلو
- واردان اول دادیانی (حدود ۱۱۸۰ - ۱۱۹۰)
- شرگیل دادیانی (حدود ۱۲۲۰ - ۱۲۴۰)
- واردان دوم دادیانی (حدود ۱۲۴۰ - ۱۲۵۰)
- تسوتن دادیانی (حدود ۱۲۶۰)
- بیدان دادیانی (حدود ۱۲۷۰ - حدود ۱۲۹۰)
- گئورگی اول دادیانی (حدود ۱۲۹۳–۱۳۲۳)
- سلسله گشادزه (XIII–XIX)
- مامیا اول دادیانی (۱۳۲۳–۱۳۴۵)
- گئورگی دوم دادیانی (۱۳۴۵–۱۳۸۴)
- وامق اول دادیانی (۱۳۸۴–۱۳۹۶)
- مامیا دوم دادیانی (۱۳۹۶–۱۴۱۴)
- لیپاریت اول دادیانی (۱۴۱۴–۱۴۷۰)
- شمنداوله دادیانی (۱۴۷۰–۱۴۷۳)
- وامق دوم دادیانی (۱۴۷۴–۱۴۸۲)
- لیپاریت دوم دادیانی (۱۴۸۲-۱۵۱۲)
- مامیا سوم دادیانی (۱۵۱۲–۱۵۳۳)
- لوان اول دادیانی (۱۵۳۳–۱۵۴۶)
- گئورگی سوم دادیانی (۱۵۴۶–۱۵۷۳، ۱۵۷۴–۱۵۸۲)
- مامیا چهارم دادیانی (۱۵۷۴، ۱۵۸۲-۱۵۹۰)
- منوچار اول دادیانی (۱۵۹۰-۱۶۱۱)
- لوان دوم دادیانی (۱۶۱۱-۱۶۵۷)
- لیپاریت سوم دادیانی (۱۶۵۷-۱۶۵۸)
- وامق سوم دادیانی (۱۶۵۸–۱۶۶۱)
- لوان سوم دادیانی (۱۶۶۱–۱۶۸۱)
- لوان چهارم دادیانی (۱۶۸۱–۱۶۹۱)
- گیورگی چهارم دادیانی (لیپارتیانی) (۱۷۰۰–۱۷۰۴، ۱۷۱۰–۱۷۱۴)
- کاتسیا اول دادیانی (۱۷۰۴–۱۷۱۰)
- بژان اول دادیانی (۱۷۱۴–۱۷۲۸)
- اوتیا اول دادیانی (۱۷۲۸–۱۷۵۸)
- کاتسیا دوم دادیانی (۱۷۵۸–۱۷۸۸)
- گریگول اول دادیانی (۱۷۸۸–۱۷۹۱، ۱۷۹۴–۱۸۰۲، ۱۸۰۲–۱۸۰۴)
- منوچهر دوم دادیانی (۱۷۹۱-۱۷۹۳)
- تاریل دادیانی (۱۷۹۳–۱۷۹۴، ۱۸۰۲)
- لوان پنجم دادیانی (۱۸۰۴–۱۸۴۰)
- دیوید اول دادیانی (۱۸۴۰-۱۸۵۳)
- نیکو اول دادیانی (۱۸۵۳–۱۸۵۷)
- نیکو اول دادیانی (۱۸۵۷–۱۹۰۳)
- نیکو دوم دادیانی (۱۹۰۳–۱۹۱۹)
- شالوا دادیانی (۱۹۱۹–۱۹۵۹)
- آرشیل دادیانی (۱۹۵۹–۱۹۷۶)